# بوکان‌دندان
بوکان‌دندان (نام علمی: Bukkanodus jesseni) نام یک گونه از راسته پنجه‌دندان‌سانان است.